# Peronema
Peronema  é um gênero botânico da família Lamiaceae.

## Espécies
- Peronema canescens
- Peronema heterophyllum

## Nome e referências
Peronema Jack, 1822